# Jeanna Fine

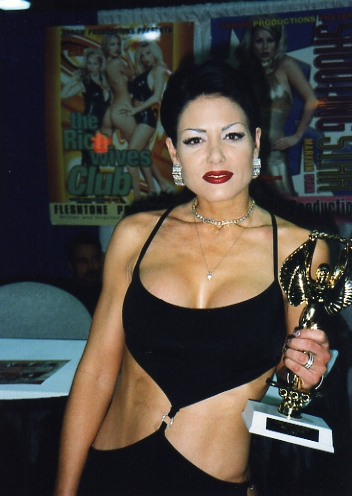
Jeanna Fine mit einem AVN Award (2000)

Jeanna Fine (* 29. September 1964 in New York City als Jennifer Payson) ist eine US-amerikanische Pornodarstellerin und Stripperin. Jeanna Fine war in der Pornobranche von 1985 bis 2002 aktiv. Sie ist auch unter den Pseudonymen Virginia Paymore und Angel Rush bekannt.

## Biografie
Ihren ersten Film drehte sie 1985. Sie unterzog sich im Laufe ihrer Karriere einer Brustvergrößerung. Im Juni 1994 brachte sie ihren Sohn Braxton Zachary zur Welt.
Jeanna hat insgesamt in etwa 400 Filmen mitgespielt. Berühmt war sie für ihre Fähigkeit des uneingeschränkten Deep Throat, ohne einen Würgreflex auszulösen. Die bekanntesten sind Cafe Flesh 2 mit Stacy Valentine sowie die Kultfilme Shock und Latex von Michael Ninn. Sie wurde 1999 in dem Dokumentarfilm Rated X: A Journey Through Porn des Regisseurs Dag Yngvesson porträtiert.
Fine lebt zurzeit in Kalifornien, wo sie zeitweise noch als Stripperin tätig ist. Aus der Pornobranche stieg sie im Jahr 2002 aus.
Sie ist Mitglied der Hall of Fame von XRCO und AVN.

## Auszeichnungen
- 1991: AVN Award als „Beste Schauspielerin – Film“ (Hothouse Rose)
- 1991: XRCO Award als „Beste Schauspielerin“ (Steal Breeze)
- 1992: XRCO Award als „Beste Schauspielerin“ (Brandy and Alexander)
- 1996: XRCO Award als „Beste Schauspielerin, Einzeldarstellung“ (Skin Hunger)
- 1996: AVN Award als „Beste Darstellerin – Film“ (Skin Hunger)
- 1996: AVN Award als „Beste Nebendarstellerin – Video“ (Dear Diary)
- 1997: FOXE Award als „Female Fan Favorite“
- 1997: AVN Award als „Beste Schauspielerin – Video“ (My Surrender)
- 1997: XRCO Award „Favorite Female Award“
- 1997: Aufnahme in die AVN Hall of Fame
- 1997: Aufnahme in die XRCO Hall of Fame
- 1998: XRCO Award als „Beste Schauspielerin, Einzeldarstellung“ (My Surrender)
- 1998: XRCO Award für „Beste Girl-Girl Sex-Szene“ (Miscreants), mit Tiffany Mynx und Stephanie Swift
- 1998: AVN Award als „Beste Nebendarstellerin – Video“ (Miscreants)
- 1998: AVN Award für „Beste All-Girl Sex-Szene – Video“ (Cellar Dwellers 2)
- 1999: AVN Award als „Beste Schauspielerin – Video“ (Cafe Flesh 2)
- 1999: XRCO Award als „Beste Schauspielerin, Einzeldarstellung“ (Cafe Flesh 2)